# Saint-Avit-Sénieur
Saint-Avit-Sénieur is een gemeente in het Franse departement Dordogne (regio Nouvelle-Aquitaine) en telt 403 inwoners (1999). De plaats maakt deel uit van het arrondissement Bergerac.

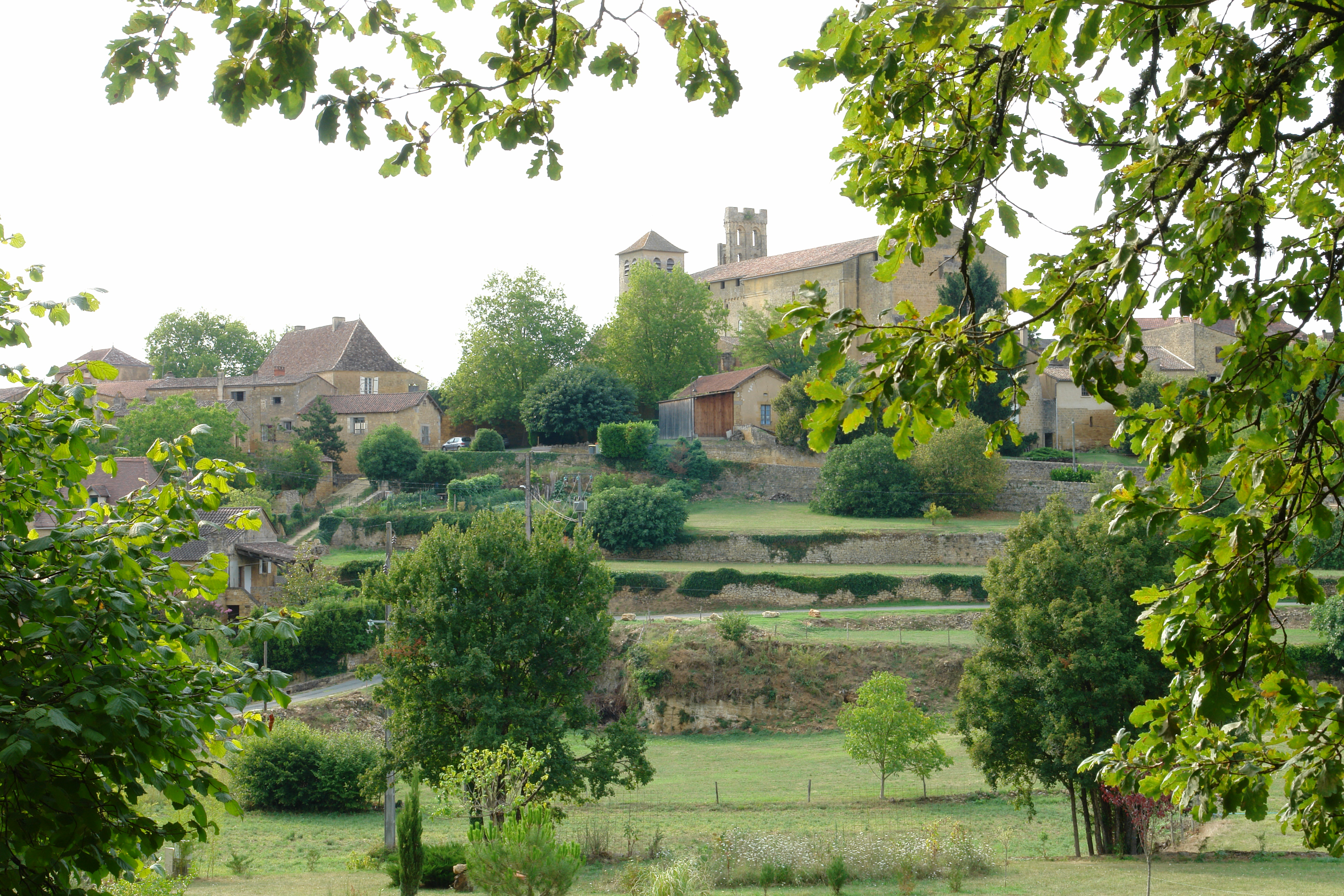
Saint-Avit-Sénieur
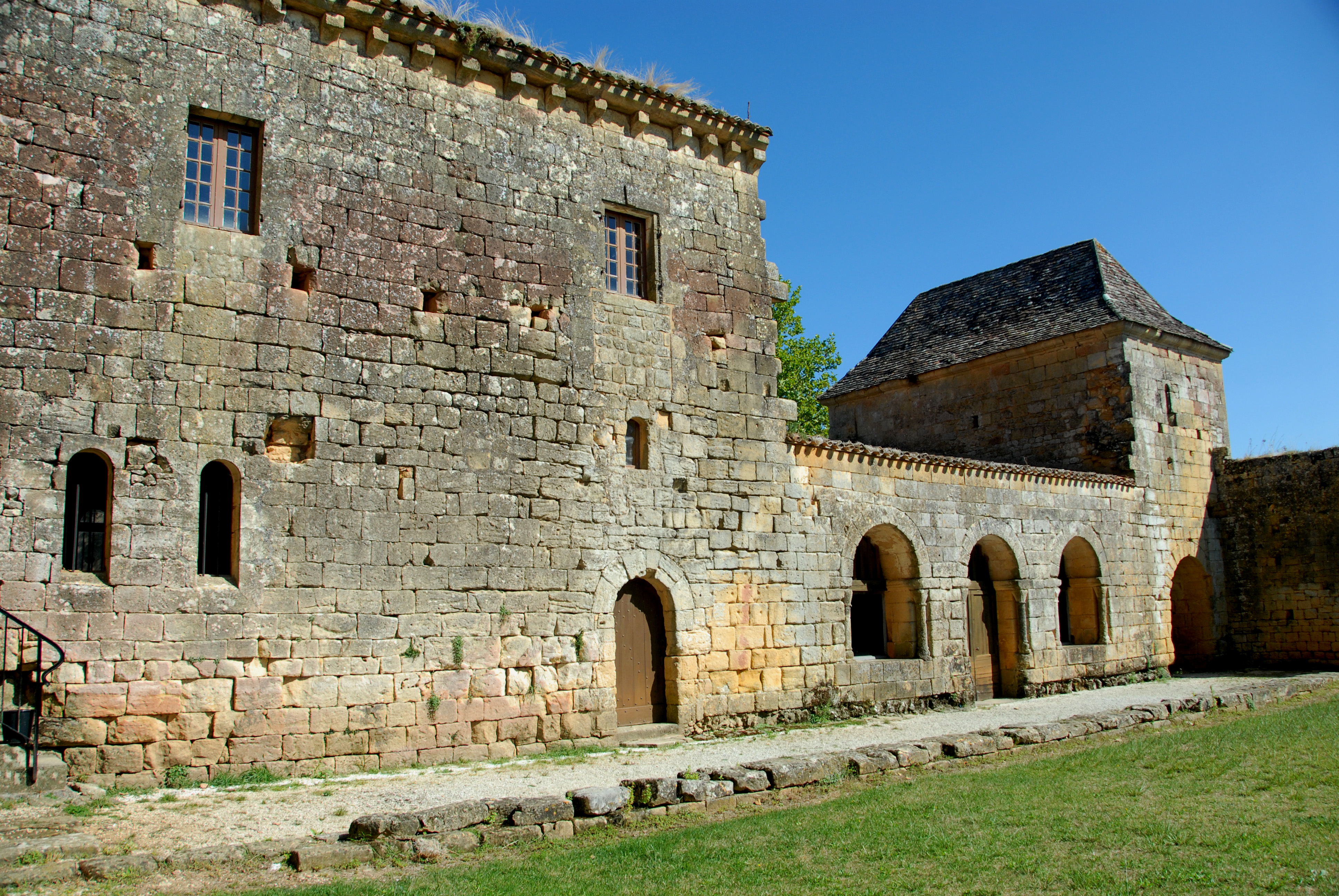
Kloostergebouw van de priorij van Saint-Avit-Sénieur
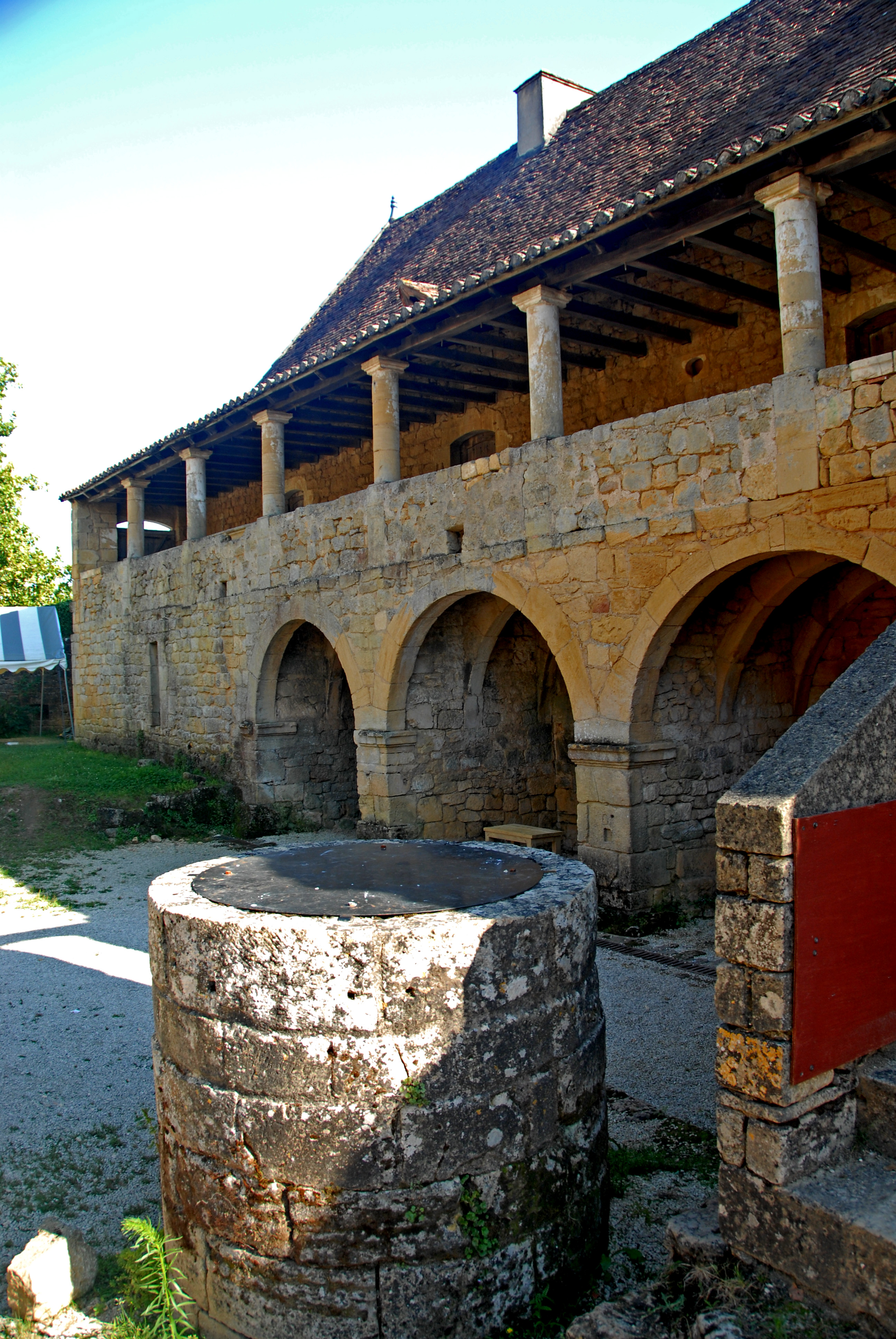
Priorij van Saint-Avit-Sénieur
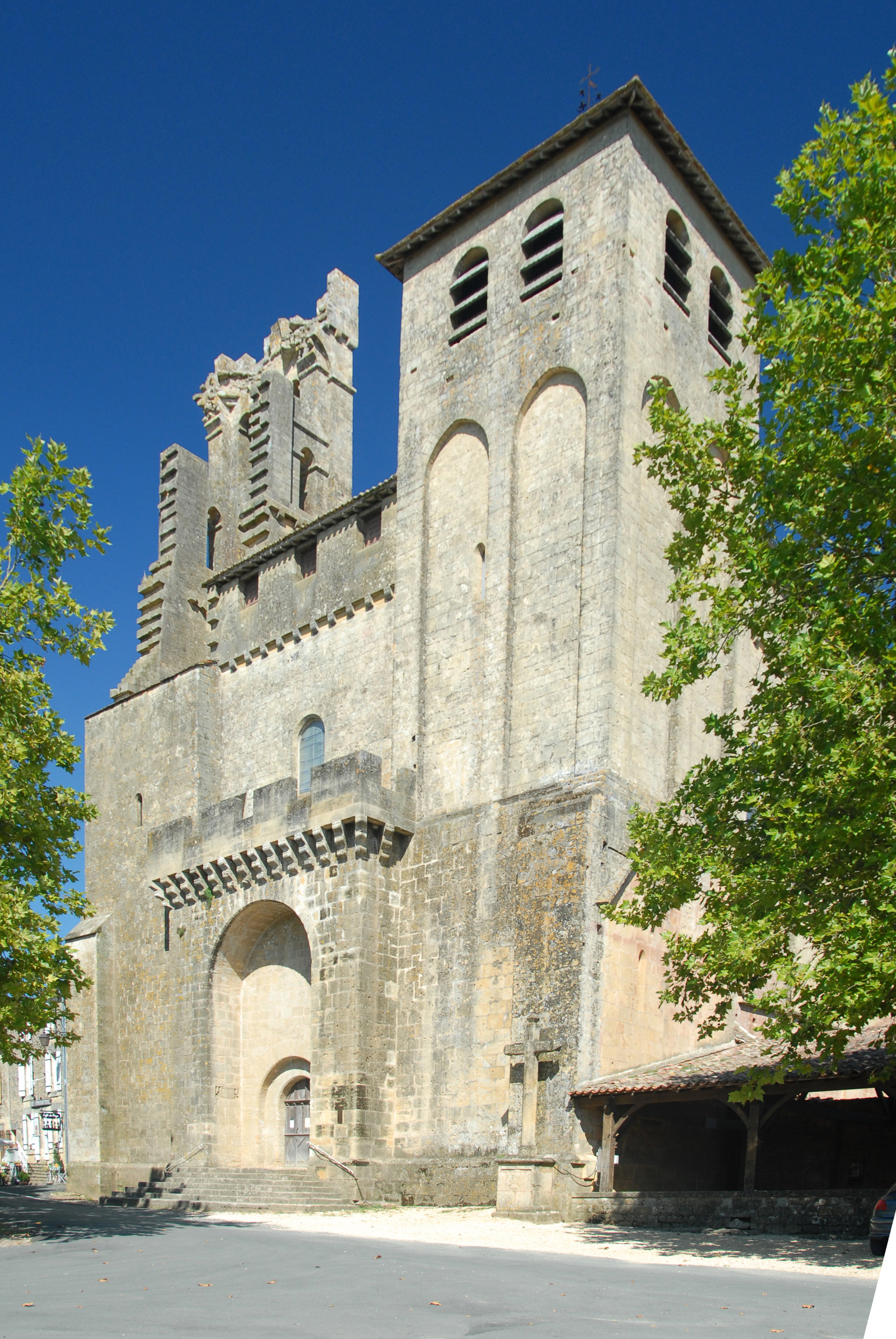
Kerk van Saint-Avit-Sénieur
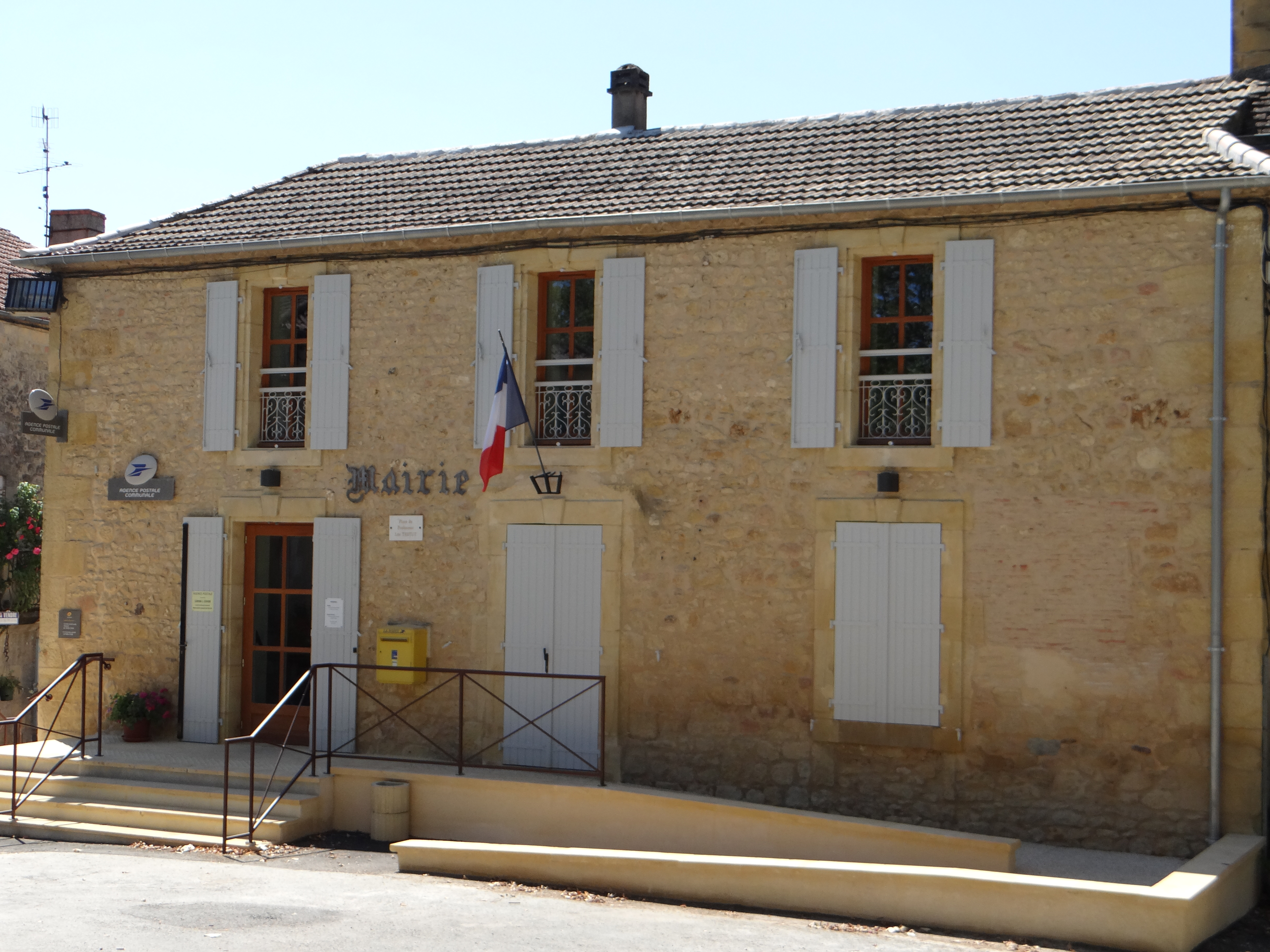
Gemeentehuis

## Geografie
De oppervlakte van Saint-Avit-Sénieur bedraagt 22,8 km², de bevolkingsdichtheid is 17,7 inwoners per km².
De onderstaande kaart toont de ligging van Saint-Avit-Sénieur met de belangrijkste infrastructuur en aangrenzende gemeenten.

## Demografie
Onderstaande figuur toont het verloop van het inwonertal (bron: INSEE-tellingen).